# Partido de Unidad Nacional de Camboya
El Partido de Unidad Nacional de Camboya (en camboyano: គណបក្សសាមគ្គីជាតិកម្ពុជា, PUNC) fue un partido político de Camboya fundado por los Jemeres Rojos el 30 de noviembre de 1992, durante la Autoridad Provisional de las Naciones Unidas en Camboya, para participar en las elecciones de 1993. El grupo estaba encabezado por Khieu Samphan y Son Sen. Sucedió al Partido de Kampuchea Democrática después de 1993. Al igual que con el PDK, se decía que el Ejército Nacional de Kampuchea Democrática era su brazo armado. Su objetivo declarado en su fundación era "trabajar para implementar una democracia liberal multipartidista". Su estación de radio era conocida como la Voz del Gran Frente Sindical Nacional de Camboya hasta que fue reemplazada en julio de 1994 por Radio PGNUNSC.
A pesar de su deseo declarado de participar en las elecciones de 1993, los Jemeres Rojos pronto se enfrentaron a varias disputas con las autoridades de las Naciones Unidas en Camboya, que culminaron en su deseo de boicotear las elecciones. Posteriormente, la APRONUC decidió no celebrar elecciones en las zonas bajo el control del CNUP. En ese momento se estimó que aproximadamente el seis por ciento de la población de Camboya vivía en áreas bajo el control de los Jemeres Rojos. En julio de 1994, el PDK fue declarado ilegal por el gobierno, y posteriormente se estableció el autoproclamado "Gobierno Provisional de Unión Nacional y Salvación Nacional de Camboya" con la participación de miembros del CNUP.
En agosto de 1996, el partido sufrió una escisión cuando Ieng Sary y sus seguidores en el noroeste de Camboya se separaron y fundaron el Movimiento de Unión Nacional Democrática, y en mayo de 1997 Khieu Samphan fundó el Partido de Solidaridad Nacional Jemer después de desertar del Jemer Rojo.